# Skúli Þorsteinsson
Skúli Þorsteinsson est un scalde et un guerrier islandais du XIe siècle. Il vécut approximativement entre 970 et 1040. Il était le petit-fils de Egill Skallagrímsson et fut notamment poète à la cour de Éric Håkonsson. Un petit aperçu de sa vie figure à la fin de la saga d'Egill.
Dans l'œuvre de Oddr Snorrason, la saga d'Olaf Tryggvason, Skúli est cité comme l'un des derniers hommes à avoir vu Olaf Tryggvason vivant, pendant la bataille de Svolder.
Skúli joue également un petit rôle dans la saga de Gunnlaugr Ormstunga quand il présente Gunnlaugr Ormstunga au jarl Éric Håkonsson. Le Skáldatal les recense tous deux comme poètes auprès du jarl.
Quelques fragments de la poésie de Skúli nous sont parvenus. Les sagas royales citent une de ses strophes où il se remémore sa participation à la bataille de Svolder. Quatre autres fragments qui semblent tirés du même poème sont repris dans une section du Skáldskaparmál de Snorri Sturluson. Le poème fut composé par un Skúli vieillissant se rappelant sa jeunesse guerrière.